# Republiken Indiens historia
Indiens historia som självständig republik börjar 26 januari 1950. Indien hade blivit en självstyrande dominion inom det Brittiska samväldet 15 augusti 1947. Detta följde av en delning av det brittiska Indien till de två staterna Indien och Pakistan. I och med självständigheten som republik infördes även en ny konstitution.

## 1950-talet
Landets delning medförde ett oerhört blodbad. Enbart i Punjab dödades mer än 600 000 människor. I det muslimska Pakistan bodde miljoner hinduer, och miljoner muslimer fanns i det övervägande hinduiska Indien. Man beräknade att cirka 14 miljoner människor flyttade från det ena landet till det andra. Inom kort råkade de båda nybildade staterna i konflikt om Kashmir, som i likhet med övriga furstestater hade fått frihet att välja vilket land det ville tillhöra. Kashmirs maharadja - en hindu – regerade över en muslimsk majoritet, och efter ett muslimskt uppror beslöt maharadjan att hans land skulle tillhöra Indien. Men Pakistan hävdade att Kashmir rätteligen tillhörde detta land, och krig utbröt mellan Indien och Pakistan. Efter en förnyad konflikt i Kashmir-frågan enades båda sidor 1966 vid en konferens i den sovjetiska staden Tasjkent om att dra tillbaka sina trupper. Pakistan fick kontrollen nordväst om stilleståndslinjen, men Indien vidhöll sina anspråk på hela området.

### Indien under Nehru

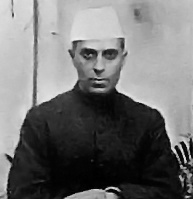
Nehru.

Indiens förste premiärminister efter 1947 blev Nehru, som Gandhi hade utsett till sin efterträdare. Nehru förklarade att han ville modernisera Indien och framför allt reformera kastväsendet. Den tunga industrin, som ofta var statsägd, utbyggdes på jordbrukets bekostnad, vilket medförde att Indien blev beroende att importera livsmedel. När Indien 1950 blev republik, insisterade Nehru på att landet skulle kvarstå som medlem av Brittiska samväldet.
Den indiska konstitutionen från 1950 definierar staten som sekulär och ett tillägg från 1976 som socialistisk. Försöken från regeringens sida att minska betydelsen av kastsystemet har i stort sett misslyckats. De lägre kasterna har liksom i till exempel USA haft hjälp av statliga kvotsystem, men diskriminerats ändå, och många oberörbara  till och med mördats. På de flesta ställen har härskat en omfattande politisk korruption och en stark organiserad brottslighet.
Nehru kunde obehindrat föra en neutralistisk politik mellan väst och öst, så länge det var till gagn för Indien, men på hösten 1962 ledde hans hårdnackade vägran att förhandla med Kina om nordöstgränsen till krig mellan de båda länderna, och Indiens förödmjukade nederlag ledde till att hela neutralpolitiken ställdes under debatt. Trots väsentliga sociala förbättringar i landet rådde besvikelse över att kongresspartiet inte hade förmått genomföra några verkligt genomgripande sociala och ekonomiska reformer.
Etniska motsättningar har varit ett nästan ständigt problem för den unga republiken Indien. Det svåraste problemet har självklart varit Kashmir, där en hinduisk härskare i en muslimsk provins anslöt sig till Indien och inte Pakistan, något som lett till inre oroligheter och gerillakrig i provinsen, och fullskaliga gränskrig mellan Indien och Pakistan. Dessutom har flera mindre folk i Indien bedrivit gerillakrig och olydnadskampanjer endera för självständighet eller för att få bilda egna delstater. Nagafolket började sin kamp under 1950-talet för att 1963 få bilda egen stat. I Tripura har man kämpat för att helt få skilja sig från Indien. I Punjab har sikherna ställt krav på självbestämmande, och 1966 blev detta verklighet då större delen av de ickesikhiska befolkningen i Punjab bildade delstaten Haryana.

## 1960-talet

### Indira Gandhi

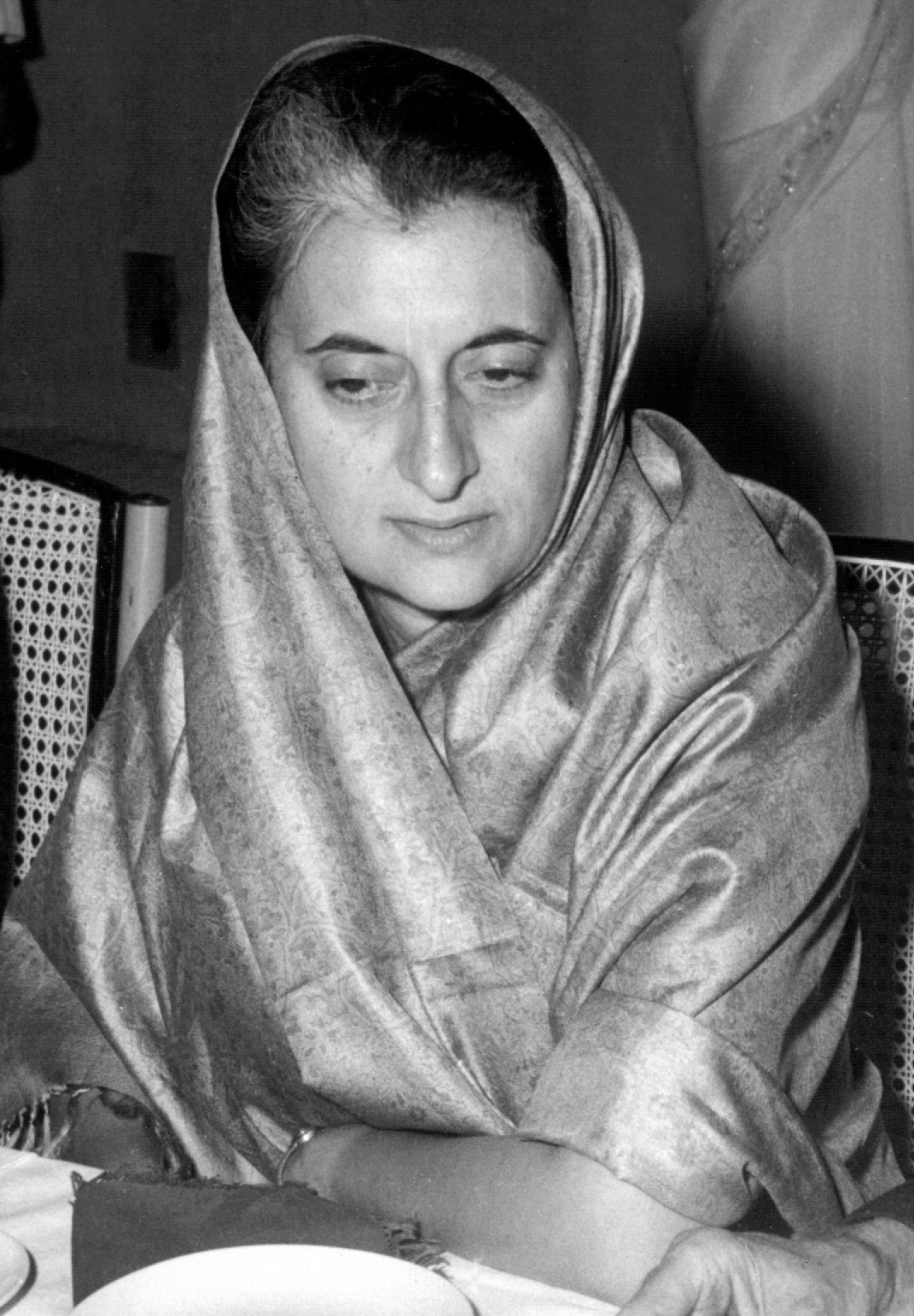
Indira Gandhi.

Nehru efterträddes av Lal Bahadur Shastri, vars ämbetsperiod blev kort; den dominerades av ett kortvarigt krig med Pakistan 1965 och slutade med hans död i januari 1966. Sovjetunionens medling i kriget med Pakistan ökade det ryska inflytandet i Indien, och 1971 slöts ett försvarstal mellan de båda länderna. Shastri efterträddes av Indira Gandhi, Nehrus dotter. Hennes avsikt var att återge kongresspartiet dess tidigare inflytande. I valet 1967 förlorade dock partiet många röster i delstaterna, även om det lyckades behålla majoriteten i förbundsparlamentet. Den ständiga slitningen mellan Indira Gandhi och partiets övriga ledande medlemmar ledde 1969 till en splittring. Eftersom hon inte hade ett brett parlamentariskt stöd bakom sig utlyste Indira Gandhi nyval 1971. Hon vann en övertygande seger som gav henne absolut majoritet i parlamentet och dessutom i många delstater. Hennes seger kan ses som en väljarnas protest mot den politiska anarki, som hade varit rådande i landet sedan splittringen 1969.

## 1970-talet
Det framgångsrika kriget mot Pakistan stärkte för en tid Indira Gandhis regering också inrikespolitiskt. Men den stora prestige som hennes regering fått genom kriget minskade så småningom under trycket av stora ekonomiska svårigheter och livsmedelsproblem. Indien hade i början av 70-talet stolt kunnat proklamerat att man uppnått självförsörjning med livsmedel. Men försämrade skördar 1973 och 1974 skapade på nytt hungerproblem i några av Indiens fattigare provinser. Samtidigt drabbades landet av ökad inflation, som främst hängde samman med oljekrisen och de kraftigt stigande priserna på olja. Flera indiska delstater hemsöktes under 1974 av politiska oroligheter och hungerkravaller.

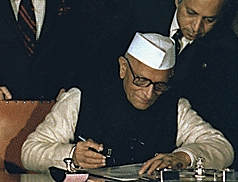
Morarji Desai 1978.

1975 blev det lilla kungadömet Sikkim i Himalaya Indiens 22:a delstat. Samma år försvagades Indira Gandhis politiska ställning, då en lokal domstol fällde henne för valfusk i 1971 års parlamentsval. Domslutet drev henne till en politisk kupp, som satte stora delar av demokratin ur spel, medan många oppositionsmän fängslades. Efter två års regerande med hjälp av undantagslagar genomförde Gandhi parlamentsval i mars 1977, som blev en kraftig nederlag för hennes kongressparti. Bland orsakerna har bl.a. pekats på det utbredda missnöjet med hennes steriliseringsprogram för kontroll av befolkningstillväxten, som delvis tagit alltför hänsynslösa former. En annan bidragande orsak var hennes brutala slumsanering. Hon efterträddes av Morarji Desai, ledare för högerfronten Janata. Regeringskoalitionen visade sig dock vara bräcklig, och Janata splittrades snart i rivaliserande fraktioner.
I juli 1979 avgick Desai och efterträddes av Charan Singh, ledare för en grupp som brutit sig in från högerfronten. Singhs regering skadades av inre ledarstrider. Parlamentet upplöstes och val ägde rum i januari 1980, där Indira Gandhi återtog makten i spetsen för ett rekonstruerat kongressparti. Vad gäller utrikespolitiken har den nya regeringen uppehållit goda förbindelser med Sovjetunionen genom det vänskaps- och biståndsavtal som slöts 1971. Gandhis regering var måttfull i sin kritik mot Moskva för invasionen av Afghanistan 1979.

## 1980-talet
Inrikespolitiskt gick Indien in i 1980-talet med växande politisk och social oro. Blodiga oroligheter riktade mot invandrare har förekommit i delstaten Assam i nordöst, bönder har demonstrerat för bättre villkor i flera delstater, studentoroligheter har skakat bland annat Gujarat. Många demonstranter har dödats i sammandrabbningar med polis.
Fem månader efter massakern i Gyllene templet 31 maj 1984, då 450 sikher dödades, sköts Indira Gandhi till döds av sina sikhiska livvakter. Dagarna efter hennes död uppskattas mer än 2 700 sikher ha dödats i hinduiska upplopp som hämnd för mordet.

## 2000-talet

### Ekonomisk omvandling och tillväxt

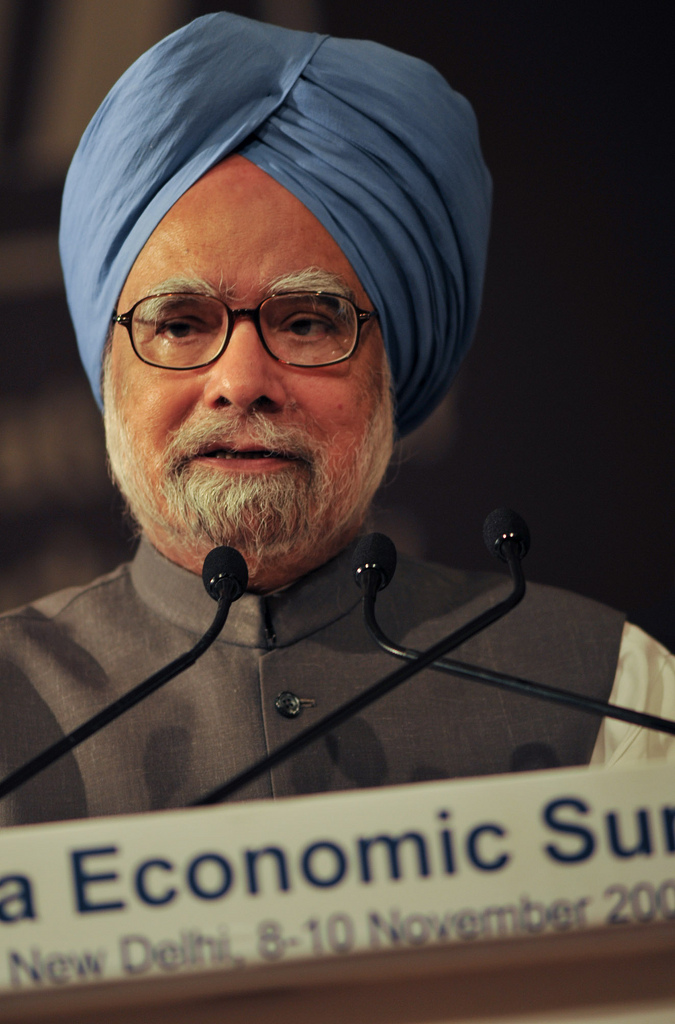

Under 1990-talet växte den indiska ekonomin dramatiskt. Den politiska ledningen har genomfört privatiseringar och skattesänkningar vilket började under den tidigare premiärministern Narasimha Rao och Manmohan Singh.  Singh anses allmänt vara den politiker som inledde liberaliseringarna av den indiska ekonomin i början av 1990-talet, när han var finansminister i Narasimha Raos regering. Han är själv ekonom till professionen, och har tidigare arbetat för Internationella valutafonden.
Man har infört ekonomiska specialzoner för att locka industrier vilket varit en framgång i många delar av landet. Städer som Bangalore, Hyderabad, Pune aochnd Ahmedabad har växt i ekonomisk betydelse. Man har även genomfört infrastrukturprojekt. Indien profiterar från de generationer som är välutbildade, inte minst inom den vetenskapliga industrin och då främst IT. Indien profiterar på outsourcing av jobb och utländska direktinvesteringar har ökat kraftigt. En ny medelklass växer fram i det indiska samhället och fattigdomen minskar i takt med att arbetslösheten minskar.
Det hindunationalistiska partiet Bharatiya Janata Party (BJP) kom till makten 2014 genom en valseger som näst intill lade det gamla statsbärande Kongresspartiet i spillror. I maj 2019 fick premiärminister Narendra Modi och hans hindunationalistiska parti BJP en historisk jordskredsseger i världens "största demokratiska val".

## Demografi
En fortsatt hög folkökning i Indien har lett till en fortgående urbanisering under självständighetstiden, något som lett till kraftigt ökade slumområden kring städerna. Tillväxten har ändå minskat något - decenniet efter självständigheten var folkökningen kring 2,0% per år, för att sedan sjunka till c:a 1,7% per år under 1980-talet och 1990-talet.
Indien var ett land med oerhörda klasskillnader och sociala spärrar redan före självständigheten, och förhållandena har inte blivit märkbart bättre sedan dess. De svältkatastrofer som tidigare under självständighetsperioden drabbade landet förefaller dock ha upphört. Enligt den indiska centralregeringens egna statistik ska andelen verkligt fattiga indier ha minskat från 50% till 30% bara från 1970-talet till 1980-talet. De internationella normerna för fattigdom verkar dock ställa kraven högre än vad indierna själva gör.
Den indiska socialismen har ändå under denna period lyckats förbättra det indiska utbildningsväsendet. 1951 var det bara 16% av befolkningen som kunde läsa; 1991 kunde 52% läsa (enligt Nationalencyklopedin var 1995 siffran 38%). Överlag är dock läskunnigheten betydligt lägre bland kvinnor. Kvinnornas situation, som i och för sig förbättrats, har ändå inte varit bra. Under senare år har möjligheten till fosterdiagnostik gjort att många par väljer att abortera foster med kvinnligt kön. Detta är enligt lag förbjudet men är mycket vanligt förekommande. Detta beror till stor del på att en kvinnas familj enligt tradition måste betala en stor hemgift till den blivande maken och många har inte råd med detta.

## Massmedier
Sedan brittisk tid har Indien haft en väl utvecklad tidningsbransch. Även sedan självständigheten har en stor mängd engelskspråkiga tidningar fortsatt att komma ut. TV började sändas 1959 i statlig regi, men till följd av de stora klasskillnaderna och de regionala skillnaderna har TV  haft långt ifrån samma genomslagskraft som i många andra länder. En indisk nyhetsbyrå, Press Trust of India, startades samma år som självständigheten, 1947.

## Miljö
Nationaldjuret tigern har under självständighetsperioden kommit att hotas till sin existens på grund av den fortgående folkökningen och tilltagande miljöförstöringen. 1974 startade indiska centralregeringen ett projekt för att rädda arten. Den indiska elefanten (asiatisk elefant i biologisk mening), pansarnoshörning m.fl. arter har också fått sina områden inskränkta under det senaste halvseklet.

## Näringsliv
Jordbruket har fortsatt att vara Indiens viktigaste näring, och trots att det fortsatt att domineras av småbrukare, har nya metoder och grödor givit Indien en mycket bättre självförsörjningsgrad för mat. I socialistisk anda - inklusive femårsplaner - satsade den indiska centralregeringen starkt på industri, och särskilt tung industri.

## Rättsväsende
Det indiska rättssystemet efter självständigheten blev en blandning av den gamla indiska lagstiftningen och de juridiska innovationer britterna fört med sig hemifrån. Vissa brittiska inslag, som till exempel rättegång med jury, avskaffade man snart, eftersom man fann att det inte fungerade i indiska förhållanden. Familjelagstiftningen är fortfarande uppbyggd enligt det milliyetisystem, som britterna lånade med sig från Osmanska riket. Detta system innebär att olika regler gäller beroende på vilken etnisk, eller snarare religiös, grupp berörda personer tillhör.

## Tidsaxel
- 1948 Mahatma Gandhi mördas av hinduisk extremist. Indiens regering vägrar tillåta en folkomröstning i Jammu och Kashmir om huruvida provinsen ska få tillhöra Pakistan.
- 1948 Vid Ceylons självständighet detta år återkallas medborgarskapet för landets tamilska invånare.
- 1949 Indisk de facto-annexion av Sikkim. Genom ett avtal mellan Indien och Bhutan ska Indien sköta Bhutans utrikespolitik.
- 1950 Kina invaderar och besätter Tibet.
- 1956 Pakistan antar en ny grundlag och blir en "islamisk republik".
- 1956 Nehru är med och grundar "De alliansfria staternas organisation".
- 1957 Indien annekterar Kashmir.
- 1959 Efter ett tibetanskt uppror mot Kina massakreras 87 000 tibetaner, och Dalai Lama går i exil till Indien.
- 1961 Indien invaderar portugisiska kolonierna Goa och Daman and Diu.
- 1962 Assam: Indien förlorar ett gränskrig mot Kina.
- 1963 Indiske vetenskapsmannen Kumar Patel uppfinner lasern.
- 1964 Nehru avlider.
- 1965 Krig mellan Indien och Pakistan angående Kashmir.
- 1966 Indira Gandhi premiärminister.
- 1970 Separatistpartiet Awamiförbundet vinner valen i Östpakistan.
- 1971 Krig mellan pakistanska centralregeringen och östpakistanska separatister, där Indien hjälper separatistsidan. Östpakistan blir Bangla Desh.
- 1974 Indien gör sin första provsprängning av kärnvapen. Efter en folkomröstning i Sikkim blir landet en del av Indien.
- 1975 Indira Gandhi utlyser undantagstillstånd i hela Indien.
- 1976 Indira Gandhi inleder ett program för tvångssterilisering i syfte att minska befolkningstillväxten.
- 1976 Indira Gandhi skriver under vänskapsavtal med Sovjetunionen.
- 1978 "De tamilska tigrarna", LTTE, utför sitt första terrordåd i Sri Lanka.
- 1984 Indiska trupper förstör sikhernas Gyllene Tempel i Amritsar, sedan militanta sikher förskansat sig inne i templet. Indira Gandhi mördas sedan av sikher i sin livvakt.
- 1984 Giftutsläppet från Union Carbides fabrik i Bhopal.
- 1985 Sikhiska terrorister spränger ett Air Indiaplan över Kanada, 329 dödsoffer.
- 1987: Indien och Sri Lanka skriver under ett fredsavtal som innebär att en indisk fredsbevarande styrka, IPKF, skickas till Sri Lanka.
- 1989: Rajiv Gandhi förste indiske premiärminister som besöker Pakistan.
- 1989 Islamisk gerilla börjar slåss för självständighet i Kashmir.
- 1990: Indiska armén lämnar Sri Lanka. Gerillagrupp börjar slåss för tripuransk självständighet från Indien.
- 1991: Rajiv Gandhi mördas av tamilska separatister från Sri Lanka, efterträds som partiledare av Narasimha Rao. Den indiska ekonomin liberaliseras.
- 1992: Hinduiska extremister jämnar en moské i Ayodhya med marken.
- 1993: Ett terrordåd jämnar börsen i Bombay med marken.
- 1998: BJP vinner valet och Atal Behari Vajpayee blir premiärminister. Indien och Pakistan genomför kärnvapentester.
- 2000: Indiens befolkning passerar miljardstrecket.
- 2003: 165 000 000 indiska barn vaccineras för att utrota polio.

## Politisk historia 1947-

### Politiken på central nivå
15 augusti 1947 blev Indien en dominion i Brittiska samväldet under ledarskap av premiärminister Jawaharlal Nehru. Våldsamheter mellan  hinduer och muslimer ledde till en delning av landet, med dels det huvudsakligen hinduiska Indien, och det huvudsakligen muslimska Pakistan, delat i Väst- och Östpakistan. En konstituerande församling antog Indiens nya grundlag 26 november 1949. länk. Indien blev officiellt en sekulär republik i Samväldet efter att ha utfärdat grundlagen 26 januari 1950.
Efter självständigheten kom Kongresspartiet, Mahatma Gandhis och  Jawaharlal Nehrus parti, att styra Indien, först med Nehru och sedan med hans dotter Indira Gandhi och slutligen Nehrus dotterson Rajiv Gandhi som premiärminister. Enda undantagen inträffade under två korta perioder under  1970-talet och 1980-talet.
Premiärminister Nehru styrde Indien till sin död 1964. Efterträdare blev partivännen Lal Bahadur Shastri, men denne avled på sin post efter bara två år. 1966 var tiden mogen för Nehrus dotter Indira Gandhi att ta över. Hon var premiärminister 1966-1977. 1975, i en period av svåra politiska och ekonomiska problem i Indien, utlyste Indira Gandhi undantagstillstånd. I ett försök att få folkligt stöd för denna åtgärd kallade regeringen Gandhi till nyval 1977, men förlorade. Valets vinnare blev  Morarji Desai, ledaren för Janatapartiet, en valallians av fem partier.
Men redan 1979 föll Desais regering. Charan Singh bildade en expeditionsministär, varefter Indira Gandhi återvände till makten i januari  1980. Så mördades Indira Gandhi av sikhiska medlemmar av sin livvakt  31 oktober 1984. Kongresspartiet (I), - I för Indira - valde sonen Rajiv Gandhi till hennes efterträdare. Hans regering föll i sin tur 1989 efter anklagelser om korruption. V.P. Singh och sedan Chandra Shekhar tog vid som premiärminister.
Vid valen 1989 blev Kongresspartiet (I) största parti, men misslyckades att bilda en koalition. Janata Dal, en ny valallians, bildade regering med stöd av hindunationalistiska Bharatiya Janata Party (BJP) och ett kommunistparti. Denna disparata koalition gick under redan i november 1990, och under en kort period var det en utbrytning från Janata Dal, stödd av Kongresspartiet (I), som satt vid makten. Chandra Shekhar var då premiärminister. Nya val hölls i juni 1991.
Under valkampanjen inför detta val besökte Rajiv Gandhi 27 maj delstaten  Tamil Nadu. Han mördades av attentatsmän, som uppenbarligen var lankesiska tamiler. Valresultatet blev sedan så pass bra för Kongresspartiet (I) att man under ledning av P.V. Narasimha Rao kunde bilda en koalitionsregering. Denna kongressledda regering satt mandatperioden ut, och inledde en liberaliseringsprocess som öppnade landets ekonomi för internationell handel och utländska investeringar.
Under denna tid förändrades också den politiska partistrukturen i Indien. Tidigare hade väljarna i allmänhet valt parti efter kast, religion eller etnicitet, men nu ökade istället stödet för en mängd regionala partier.
Mot slutet av sin existens skakades regeringen Rao av ett flertal stora korruptionsskandaler. Detta gav Kongresspartiet dess största valförlust någonsin. Hindunationalistiska Bharatiya Janata Party (BJP) lyckades för första gången vid valen i maj 1996 bli största parti i Lok Sabha. Det var inte fullt lika lätt för detta parti att bilda regering. Den koalition som tillträdde föll efter bara 13 dagar i regeringsställning.
Alla större partier ville undvika ett nyval, och därför lyckades man bilda en ny 14-partiregering under ledning av valalliansen Janata Dal och dess förre premiärminister i delstaten Karnataka, H.D. Deve Gowda. Inte heller hans regering höll dock särskilt länge. Efter ett år drog Kongresspartiet tillbaka sitt stöd för regeringen. I mars 1997 tillträdde Inder Kumar Gujral i ledningen för en 16-partikoaltion, även denna gång med Kongresspartiets stöd.
Kongresspartiets stöd varade till november 1997. Nyval hölls i februari  1998 och även nu blev BJP största parti. 20 mars 1998 tog nuvarande premiärministern åter ämbetet i besittning. 11 maj och 13 maj 1998 genomförde man en serie kärnvapenprov, vilket föranledde USA och Japan  att införa ekonomiska sanktioner mot Indien.
Regeringen föll i april 1999 och nyval hölls i september. BJP stod i spetsen för "The National Democratic Alliance" vilken fick majoritet.